# Ruc català

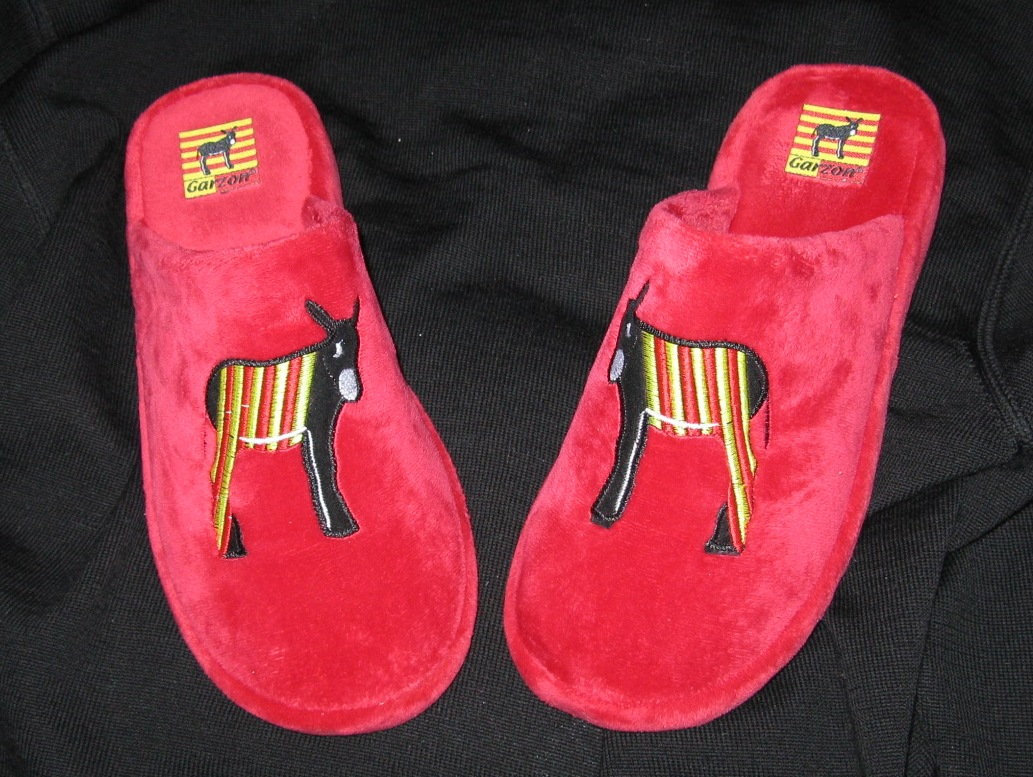
Calçat amb simbologia catalanista que inclou l'ase

El ruc català o guarà (Equus asinus var. catalana) és la raça de rucs autòctona de Catalunya.

## Història
L'origen del ruc és la subespècie d'ase Equus africanus somalicus que donà naixement als ases de l'Orient Pròxim i en acabat als d'Europa. S'emparenta estretament amb l'ase mallorquí i l'ase zamorà-lleonès.
Es creu que la raça vindria de molt antic. Plini el Vell ja va fer constar que a la Plana de Vic es venien ases, llavors dits ausetans.
Encara que fou molt important al camp en el passat, la davallada del seu ús ha engendrat una baixada paral·lela del seu nombre fins al punt que es pot assegurar que corre risc d'extinció. En el passat n'hi havia arribat a haver uns 50.000, però actualment en resta poc més de mig miler, més de cent dels quals es troben fora de Catalunya.
Si bé se l'ha honorat amb títols com la millor raça de rucs del món, després d'haver guanyat diversos concursos, val a dir que se'l preava sobretot per crear muls de tir de carros.
És la raça fundadora de l'ase mallorquí i una de les fundadores dels rucs nord-americans. Les seves característiques racials han servit moltes vegades per millorar les races d'altres indrets del món.

## Recuperació
Martí Salvans i Puig, pagès i ramader, contribuí a la conservació del ruc català, per la qual cosa fou guardonat amb la Creu de Sant Jordi el 1982.
Joan Gassó i Salvans fou el ramader berguedà que recuperà el ruc català a la seva finca de Can Fuïves d'Olvan.
Gràcies a esforços al Catalunya del Nord, el 2024 l’ase català va ser reconegut com a raça a l’estat francès en la lluita per salvar-se de l’extinció.

## Característiques racials
- Alçada: fa 1,65 m des de les peülles fins a la carena. És la raça més alta i corpulenta de la seva espècie.
- Pes: un adult pot arribar a fer mitja tona.
- Pelatge: a l'estiu té el pelatge curt i negre a tot el cos tret de la zona de la boca, dels ulls i a la panxa, on és blanc. A l'hivern, en canvi, li creix un pelatge castany fosc més llarg que li cobreix tot el cos i li serveix d'abric.
- Orelles: es caracteritzen per apuntar cap amunt, l'animal tingui l'edat que tingui. Mai no cauen cap al costat.
- Aliment: acostuma a menjar herba comestible i algunes altres menges.
- Hàbitat: normalment viu als boscos.

## Simbologia

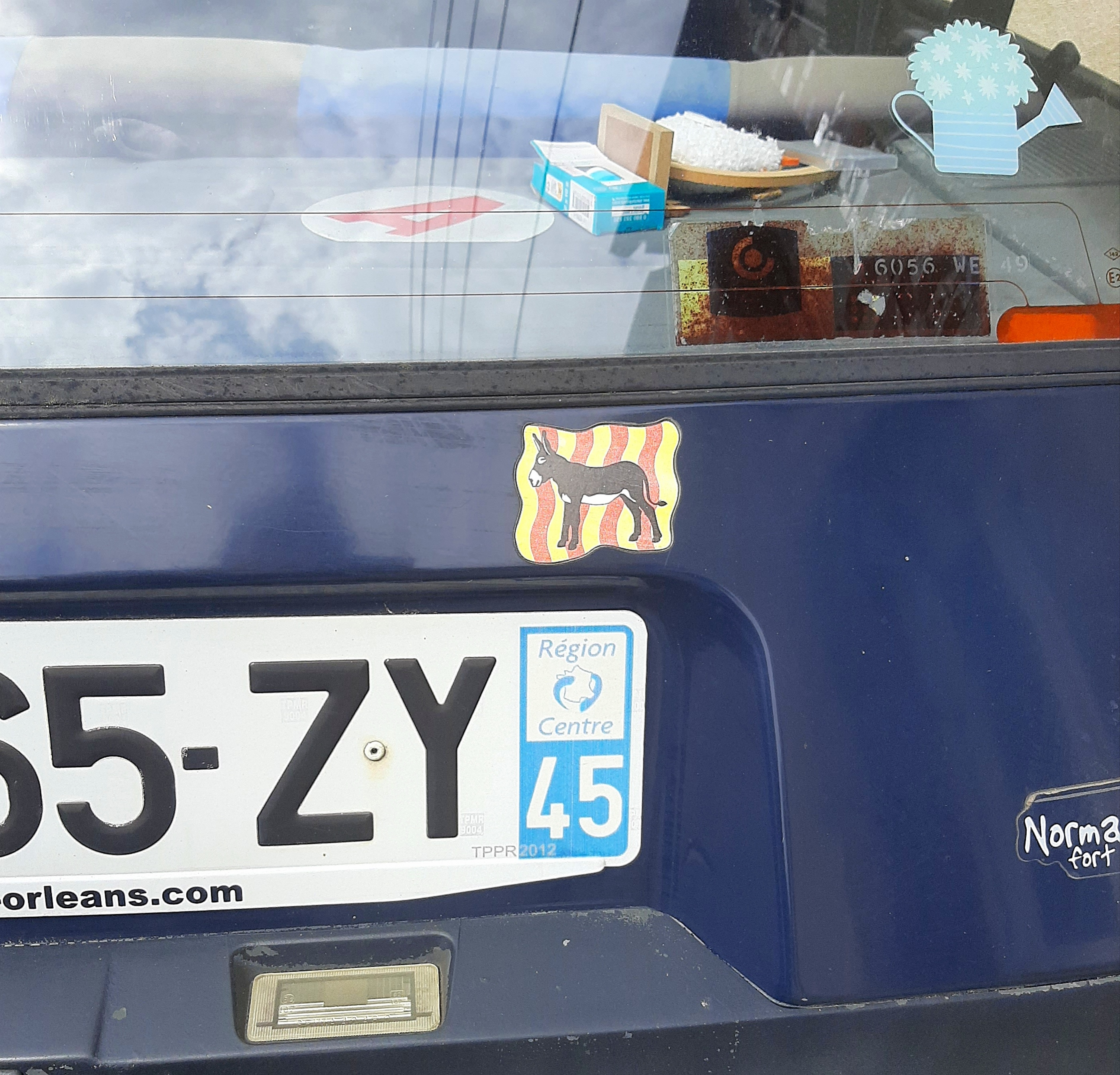
Imatge d'un ruc català enganxat a un cotxe prop de París

A l'inici del segle xxi, alguns sectors del catalanisme han pres el ruc català com un símbol catalanista en contraposició, o no, al toro d'Osborne, típic de la iconografia espanyola. Per això mateix hi ha qui se'n posa un de perfil al cotxe o la moto. N'hi ha que el consideren l'animal nacional de Catalunya. En canvi, d'altra gent només el veu com a manera de ridiculitzar el símbol del brau espanyol.
A França, hi ha ciutadans que enganxen imatges del ruc català als vehicles, per mostrar els seus orígens catalans i/o reivindicar el suport a la nació catalana.